# حماد بن سلمة
أَبُو سَلَمَةَ حَمَّادُ بْنُ سَلَمَةَ بْنِ دِينَارٍ اَلْبَصْرِيُّ (91 - 167 هـ / 709 - 784 م): مُحَدِّثٌ، مِن رُواةِ الحديثِ، ويَصِفُهُ الذَّهَبِيُّ في تَرجَمتِهِ، بِقَوْلِهِ: «الْإِمَامُ، الْقُدْوَةُ، شَيْخُ الْإِسْلَامِ، أَبُو سَلَمَةَ الْبَصْرِيُّ، النَّحْوِيُّ، الْبَزَّازُ، الْخِرَقِيُّ، الْبَطَائِنِيُّ، مَوْلَى آلِ رَبِيعَةَ بْنِ مَالِكٍ، وَابْنُ أُخْتِ حُمَيْدٍ الطَّوِيلِ». وقَدْ تُوُفِّيَ يومَ الثَّلاثاء في ذي الحِجَّة سنةَ 167 للهجرة وعُمُرُه 76 سنةً.

## روايته للحديث
- سمع من: ابن أبي مليكة - وهو أكبر شيخ له - وأنس بن سيرين، ومحمد بن زياد القرشي، وأبا جمرة نصر بن عمران الضبعي، وثابت البناني، وعمار بن أبي عمار، وعبد الله بن كثير الداري المقرئ، وأبي عمران الجوني، وأبا غالب حزور صاحب أبي أمامة، وقتادة بن دعامة، وسماك بن حرب، وحميداً - خاله - وحماد بن أبي سليمان الفقيه، وسعد بن جمهان، وأبا العشراء الدارمي، ويعلى بن عطاء، وسهيل بن أبي صالح، وإسحاق بن عبد الله بن أبي طلحة، وإياس بن معاوية، وبشر بن حرب الندبي،[3] وعلي بن زيد، وخالد بن ذكوان، وشعيب بن الحبحاب، وعاصم بن العجاج الجحدري، وأيوب السختياني، ويونس بن عبيد، وعمرو بن دينار، وأبي الزبير المكي، ومحمد بن واسع، ومطر الوراق، ويزيد الرقاشي، وأبا التياح الضبعي يزيد، وعطاء بن عجلان، وعطاء بن السائب، وأمماً سواهم.
- حدث عنه: ابن جريج، وابن المبارك، ويحيى القطان، وحرمي بن عمارة، وعبد الرحمن بن مهدي، وأبو نعيم، وعفان بن مسلم الصفار، والقعنبي، وموسى بن إسماعيل، وشيبان بن فروخ، وهدبة بن خالد، وعبد الله بن معاوية الجمحي، وعبد الواحد بن غياث، وعبد الأعلى بن حماد النرسي، وإبراهيم بن الحجاج السامي، وعبيد الله بن عائشة التيمي، وأبو كامل مظفر بن مدرك الحافظ، والحسن الأشيب، ويحيى بن إسحاق السيلحيني، والأسود بن عامر، والهيثم بن جميل، وأسد السنة، وسعيد بن سليمان، وخلقٌ كثيرٌ. وآخر من زعم أنه سمع منه: أحمد بن أبي سليمان القواريري المتروك المتهم، الذي لقيه محمد بن مخلد العطار في سنة سبعين ومائتين.
- وقد روى الحروف عن: عاصم، وابن كثير.
- أخذ عنه الحروف: حرمي بن عمارة، وأبو سلمة التبوذكي.
- قال شعبة: كان حماد بن سلمة يفيدني عن عمار بن أبي عمار.
- وقال وهيب بن خالد: حماد بن سلمة سيدنا وأعلمنا.
- قال أحمد بن حنبل: هو أعلم من غيره بحديث علي بن زيد بن جدعان.
- قال علي بن المديني: كان عند يحيى بن ضريس الرازي، عن حماد بن سلمة عشرة آلاف حديث.[4]